# Beata Krasnodębska-Ostręga
Beata Katarzyna Krasnodębska-Ostręga (ur. 29 września 1967) – polska chemiczka, dr hab. nauk chemicznych, profesor i prodziekan Wydziału Chemii Uniwersytetu Warszawskiego.

## Życiorys
W 1992 ukończyła studia chemiczne na Uniwersytecie Warszawskim. 15 kwietnia 1998 uzyskała doktorat za pracę dotyczącą specjacji metali w glebie jako matrycy banku prób środowiskowych (promotor – Jerzy Golimowski). 8 maja 2013 habilitowała się na podstawie rozprawy zatytułowanej Tal w próbkach środowiskowych – oznaczanie całkowitych zawartości i analiza specjacyjna. 11 maja 2020 nadano jej tytuł profesora w zakresie nauk ścisłych i przyrodniczych.
Jest profesorem i prodziekanem na Wydziale Chemii Uniwersytetu Warszawskiego.
Członkini Komitetu Chemii Analitycznej Polskiej Akademii Nauk.